# دهه ۷۰ (پیش از میلاد)
دهه ۷۰ (پیش از میلاد) ۷مین دهه قبل از مبدا شروع تقویم میلادی است.